# سیدی معروف
سیدی معروف (به عربی: سيدي معروف) یک شهرداری در الجزایر است که در استان جیجل واقع شده‌است. سیدی معروف ۱۹٬۳۱۴ نفر جمعیت دارد.